# Ibn al-Khatib
Pour les articles homonymes, voir Al-Khatib.
 (mars 2013).
Si vous disposez d'ouvrages ou d'articles de référence ou si vous connaissez des sites web de qualité traitant du thème abordé ici, merci de compléter l'article en donnant les références utiles à sa vérifiabilité et en les liant à la section « Notes et références ».

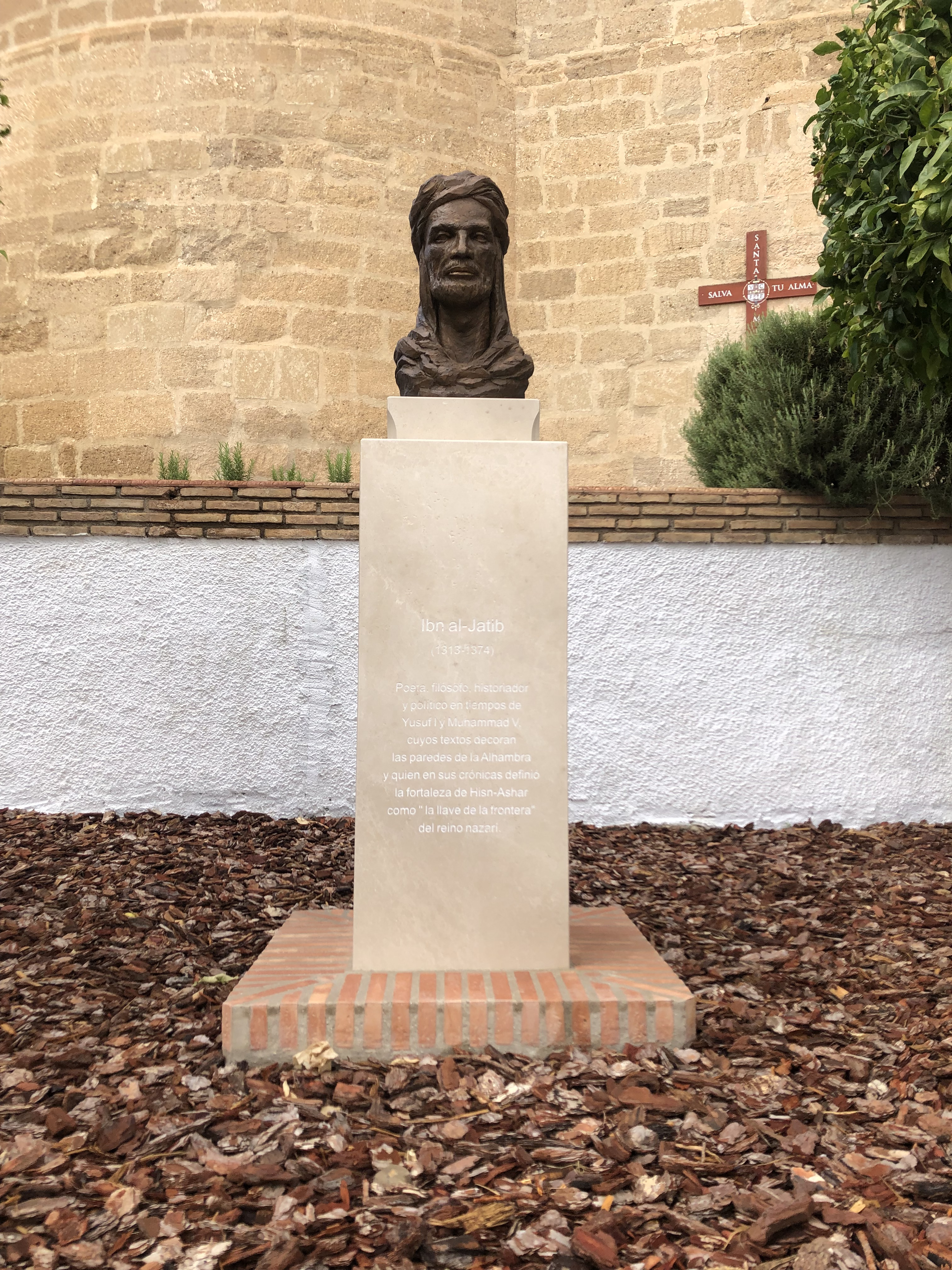
Buste d'Ibn al-Jatib, qui se trouve dans le village d'Iznajar, en Andalousie

Lissane Eddine ibn al-Khatib (لسان الدين بن الخطيب) (v. Loja 1313 - Fès 1374) est un écrivain, un historien, un philosophe et un homme politique arabo-andalou.

## Biographie
Ibn Khatib est né le 16 novembre 1313 à Loja dans l'Andalousie musulmane au sein d'une famille arabe d'origine yéménite il fit ses études à l'  Université Al Quaraouiyine de Fès. Après s'être installé à Grenade, où il passera la plus grande partie de sa vie, il entre comme son père à la cour du sultan nasride, Mohammed V al-Ghanî pour lequel il fait fonction d'historien et de ministre. C'est en occupant ce poste qu'il fait la connaissance d'Ibn Khaldoun avec qui il se lie d'amitié. Il a occupé de hautes fonctions politiques, en étant nommé deux fois vizir, ce qui lui a valu le surnom honorifique de « Dhû l-wizaratayn » ou « l'homme aux deux vizirats ». Au cours d'une épidémie de peste qui sévit en Espagne en 1348, il énonce à son tour, comme le magistrat Varron (116 av. J.-C.-27 av. J.-C.), la présence "d'animalcules". A l'instar du vétérinaire Végèce (décès vers 450 apr. J.-C.), il développe la notion de contagiosité en recommandant d'isoler les malades et de détruire leur linge. Il est cependant le premier à avoir décrit avec rigueur et précision le développement et la propagation d'une épidémie. A ce titre, il est considéré comme le père de l'épidémiologie moderne.
Il est l'auteur de plus de soixante livres dont une Histoire de Grenade, une monographie sur Grenade avec une description de la ville et de ses plus fameux habitants, Chronologie des califes et des rois d'Afrique et d'Espagne et La Rawdat at-ta‘rîf bi-l-hubb as-sharîf, un traité de mystique musulmane sur l'amour de Dieu. Il aurait écrit la plupart de ses livres, lors d'insomnie.
À cause de ses relations parfois chaotiques avec des personnalités politiques du pays, il fut obligé par deux fois de s'exiler en Afrique du Nord et se mit au service du gouvernement mérinide à Salé où il vécut entre 1360 et 1363. Salé qu'il a dépeint, dans Maqamat al-Bouldane, comme  « une ville impressionnante par sa beauté et sa splendeur, une ville mariant avec harmonie les traits de l'urbanité et de la vie de campagne ».
Le sultan le soupçonnant d'avoir partie liée avec les Mérinides de Fès, nomme son disciple Ibn Zamrak vizir, en le chargeant de le retrouver et de le capturer. Il est retrouvé et jugé à Grenade. Par sa défense lors du procès, il n'est condamné qu'à une peine de prison, ainsi qu'à la destruction de tous ses livres. Mais le gouvernement envoie des sicaires dans sa cellule, et il meurt étranglé dans une prison de Fès en 1374.